# Gauliga Mittelrhein 1939/40
De Gauliga Mittelrhein 1939/40 was het zevende voetbalkampioenschap van de Gauliga Mittelrhein. De competitie werd in twee groepen verdeeld en de winnaars bekampten elkaar voor de titel. Mülheimer SV 06 werd kampioen en plaatste zich voor de eindronde om de Duitse landstitel, waar de club in de groepsfase uitgeschakeld werd.

## Eindstand

### Groep 1
| Plaats | Club                 | Wed. | W | G | V | Saldo | Ptn.  |
| ------ | -------------------- | ---- | - | - | - | ----- | ----- |
| 1.     | Mülheimer SV 06      | 12   | 8 | 3 | 1 | 56:14 | 19:5  |
| 2.     | SpVgg Sülz 07        | 12   | 6 | 5 | 1 | 24:18 | 17:7  |
| 3.     | VfL Köln 1899        | 12   | 6 | 2 | 4 | 36:23 | 14:10 |
| 4.     | VfR 1904 Köln        | 12   | 5 | 3 | 4 | 35:32 | 13:11 |
| 5.     | SG Düren 99          | 12   | 4 | 3 | 5 | 27:28 | 11:13 |
| 6.     | SV Rhenania Würselen | 12   | 3 | 1 | 8 | 21:49 | 7:17  |
| 7.     | TSV Alemannia Aachen | 12   | 0 | 3 | 9 | 12:47 | 3:21  |

|  | Kampioen, geplaatst voor nationale eindronde |
|  | Degradatie naar Bezirksklasse                |

### Groep 2
| Plaats | Club                 | Wed. | W | G | V | Saldo | Ptn. |
| ------ | -------------------- | ---- | - | - | - | ----- | ---- |
| 1.     | SSV Troisdorf 05     | 10   | 9 | 0 | 1 | 47:16 | 18:2 |
| 2.     | Bonner FV 01         | 10   | 5 | 3 | 2 | 27:14 | 13:7 |
| 3.     | TuRa Bonn            | 10   | 4 | 1 | 5 | 21:32 | 9:11 |
| 4.     | SV 06 Beuel          | 10   | 3 | 1 | 6 | 22:35 | 7:13 |
| 5.     | SpVgg 1910 Andernach | 10   | 2 | 3 | 5 | 23:38 | 7:13 |
| 6.     | TuS Neuendorf        | 10   | 3 | 0 | 7 | 27:32 | 6:14 |

### Finale
| Team #1         | Tot.  | Team #2          | 1ste wed | 2de wed |
| --------------- | ----- | ---------------- | -------- | ------- |
| Mülheimer SV 06 | 6 - 3 | SSV Troisdorf 05 | 5 - 1    | 1 - 2   |